# Кармалюкова гора
Кармалюко́ва гора — частина (товтра) головного пасма Товтр. Розташована у Кам'янець-Подільському районі Хмельницької області, на південний схід від села Привороття Друге, за 15 км на північ від міста Кам'янець-Подільський.

## Загальні відомості
Висота гори над навколишньою місцевістю — 60 м. Поверхня плоска. Північні, східні та західні схили круті, південно-східний схил пологий. Складається з рифових вапняків. Суцільно вкрита лісом. У 1975 році Кармалюкову гору з прилеглим до неї лісом площею 765 га оголошено заказником загальнодержавного значення — Кармалюкова Гора. 
За легендою, на горі переховувався Устим Кармалюк, український народний герой, захисник простих селян Поділля. Звідси й назва гори. На горі знайдено залишки давнього поселення часів Трипільської культури. 

## Світлини

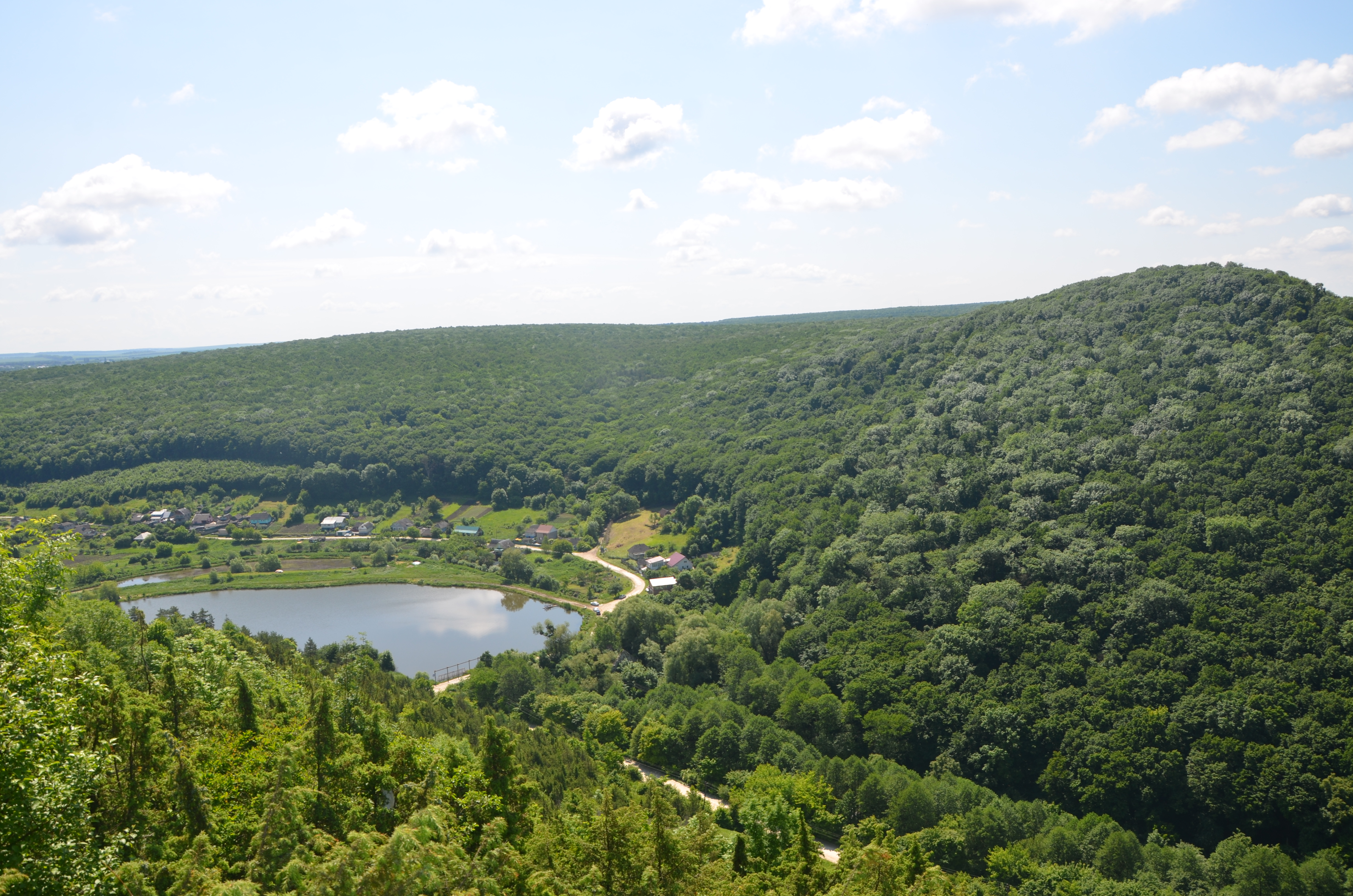
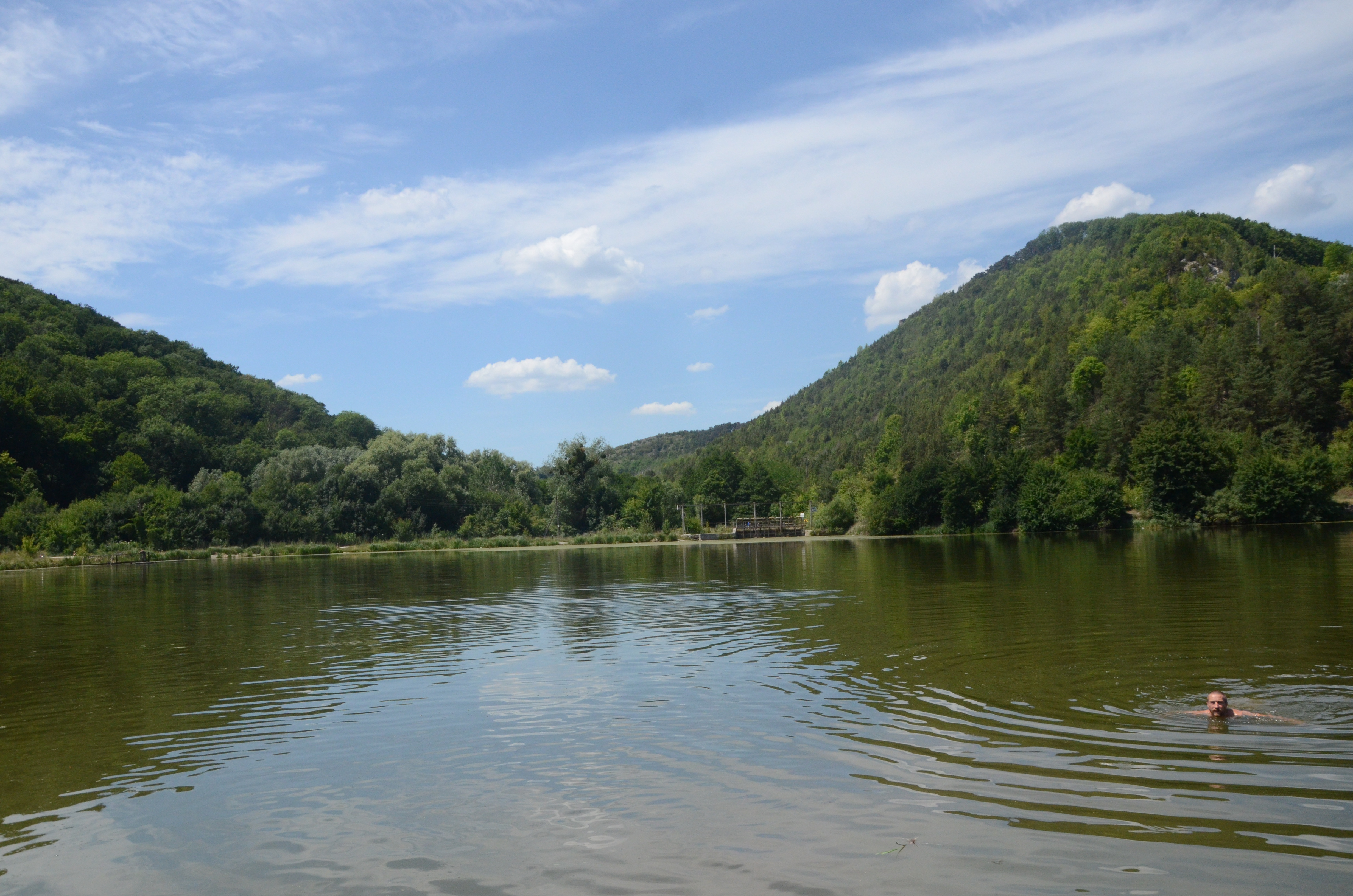
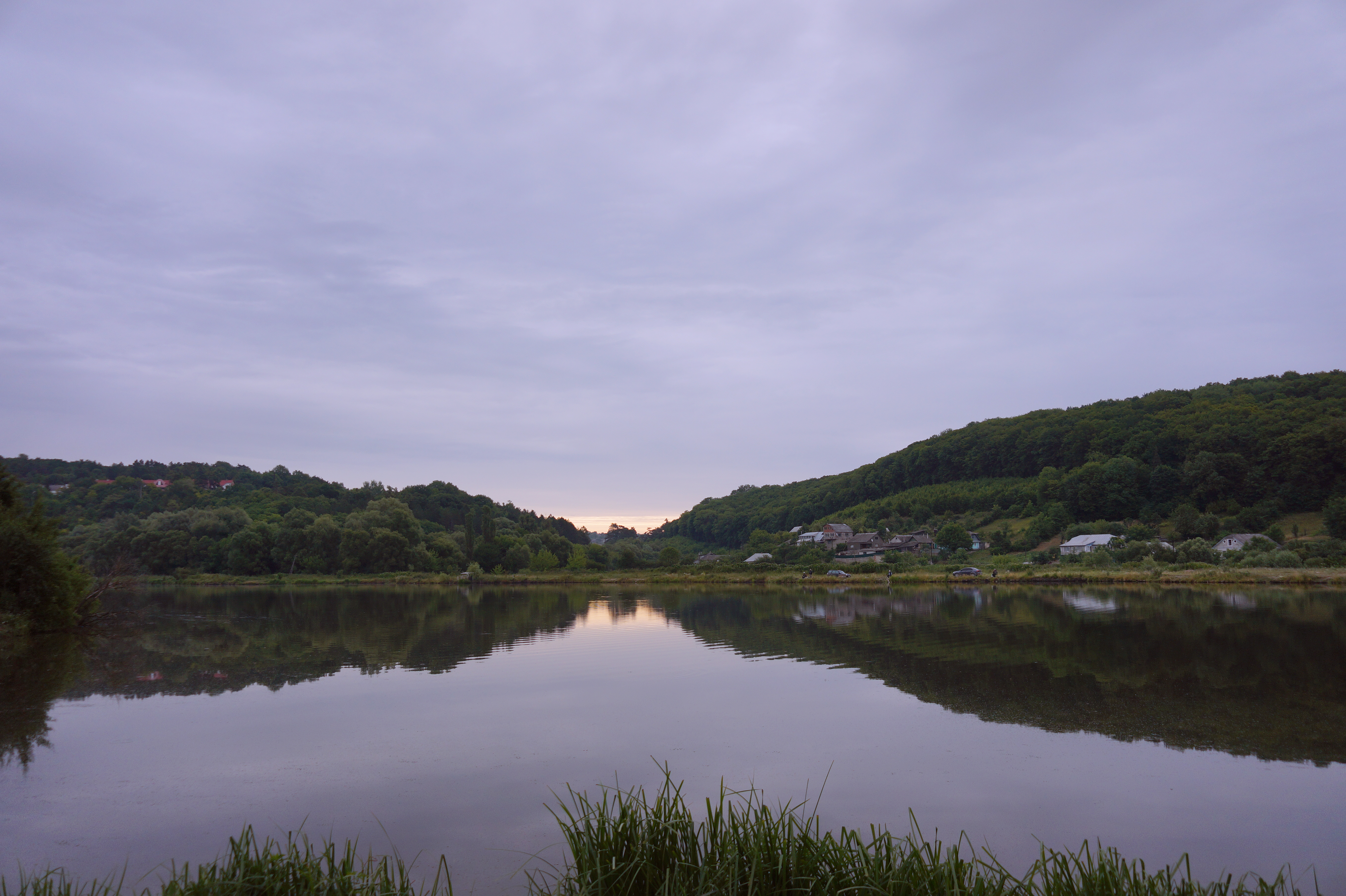
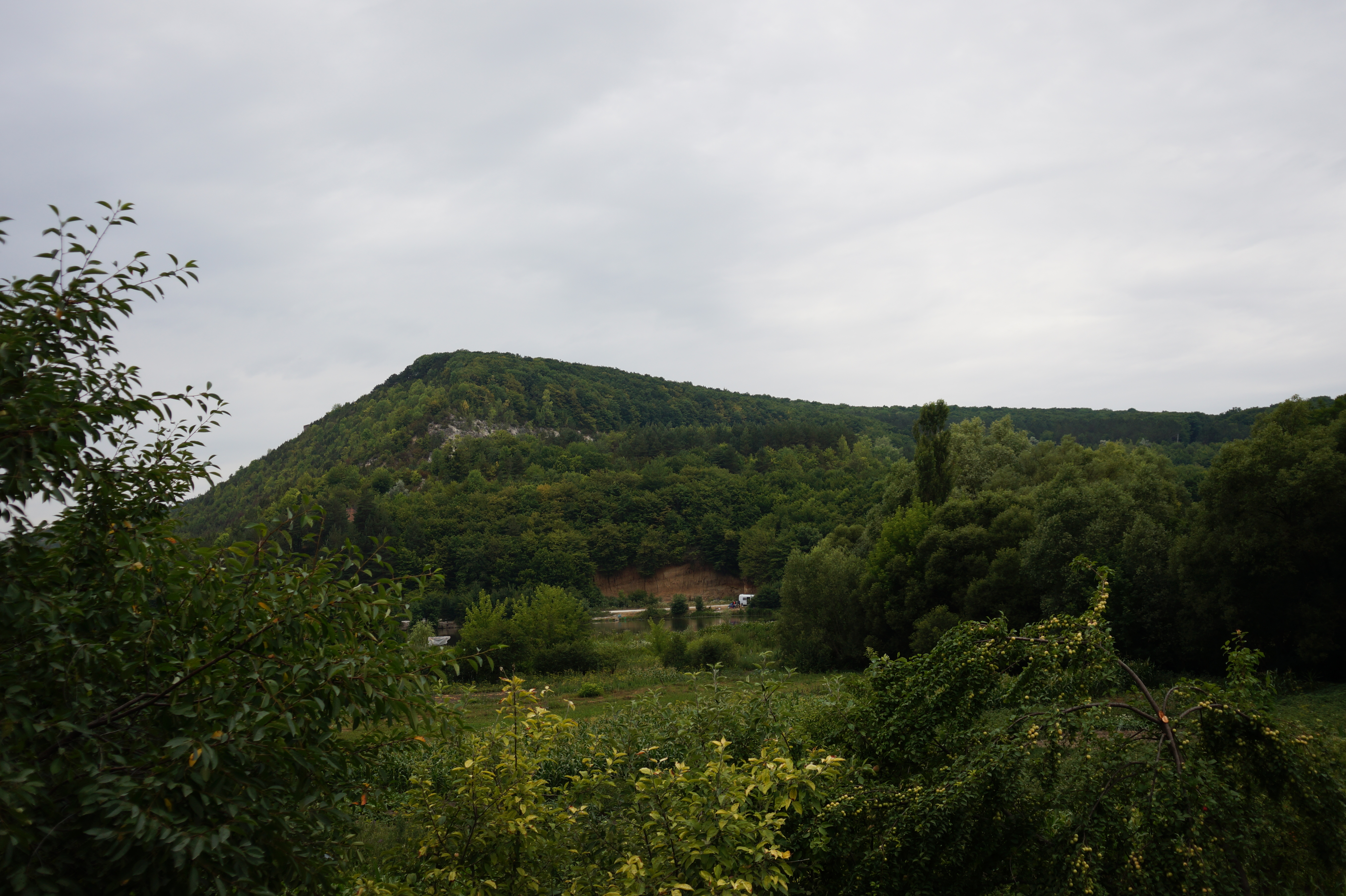